# 土橋章宏
土橋 章宏（どばし あきひろ、1969年12月19日 - ）は、日本の脚本家、小説家、放送作家。
大阪府豊中市出身。関西大学工学部卒業。日本脚本家連盟、日本放送作家協会所属。シナリオ・センターで学び、作家集団に在籍。代表作に第38回日本アカデミー賞最優秀脚本賞を受賞した『超高速!参勤交代』など。

## 経歴
大阪府豊中市生まれ。関西大学工学部を卒業後、エンジニアとして日立製作所に勤務。2000年に退職後Web制作会社を立ち上げる傍ら、2008年にシナリオ・センターのシナリオ8週間講座でシナリオを学び、TVドラマ、ラジオなどの脚本、小説を手掛ける。
2008年、短篇小説集『99のなみだ・雨』に掲載。2009年、『スマイリング』で函館港イルミナシオン映画祭の第13回シナリオ大賞グランプリを受賞。同年に『海煙』で第13回伊豆文学賞の最優秀賞を受賞。2011年、『緋色のアーティクル』で第3回TBS連ドラ・シナリオ大賞に入選。同年『超高速!参勤交代』で第37回城戸賞を同賞初の審査委員オール満点で入選した。同作は2013年に小説が刊行され、2014年には自身で脚本を手がけた映画が公開された。

## 受賞歴
- 第13回函館港イルミナシオン映画祭 グランプリ 受賞（2009年）
- 第13回伊豆文学賞（最優秀賞）受賞（2009年）「海煙」
- 第18回シナリオS1グランプリ 入賞（2009年）
- 第1回MONO-KAKI大賞 入賞（2010年）
- 第90回オール讀物新人賞 候補（2010年）「ガミ喰い 闇の音色」
- 第37回城戸賞 入選（2011年）
- 第3回TBS連ドラ・シナリオ大賞 入賞（2011年）
- 第38回日本アカデミー賞 最優秀脚本賞 受賞（2015年）『超高速!参勤交代』[2]
- 第4回歴史時代作家クラブ賞（新人賞）候補（2015年）「幕末まらそん侍」

## 作品

### 映画
- 超高速!参勤交代（2014年） - 原作・脚本
- NINJA THE MONSTER（2015年） - 脚本
- 超高速!参勤交代 リターンズ（2016年） - 原作・脚本
- サムライマラソン（2019年）- 原作（幕末まらそん侍）
- 引っ越し大名!（2019年） - 原作・脚本
- 水上のフライト（2020年） - 企画・脚本
- 身代わり忠臣蔵（2024年） - 原作・脚本

### テレビドラマ
- 日中韓合作 ストレンジャー6（2012年、WOWOW） - プロット協力
- BOSS2（2011年、（フジテレビ） - プロット協力
- 絶対零度（2011年、フジテレビ） プロット協力、携帯用ショートドラマ脚本
- 謎解きはディナーのあとで 携帯コンテンツ「影山からの挑戦状」（2012年、フジテレビ）
- 金の殿 〜バック･トゥ･ザ･NAGOYA〜（2017年、CBCテレビ） - 脚本
- アオゾラカット（2017年、NHK BSプレミアム） - 脚本
- 無用庵隠居修行（BS朝日） - 脚本
  - 無用庵隠居修行（2017年9月15日）
  - 無用庵隠居修行2（2019年9月13日）
  - 無用庵隠居修行3（2018年9月8日）
  - 無用庵隠居修行4（2020年9月22日）
- 父、ノブナガ（2017年、CBCテレビ） - 脚本
- くノ一忍法帖 蛍火（2018年、BSジャパン） - 脚本
- 大江戸グレートジャーニー 〜ザ・お伊勢参り〜（2020年、WOWOW） - 原作・脚本
- 十三人の刺客（2020年、NHK BSプレミアム） - 脚本

### ラジオドラマ
- AKBラジオドラマ劇場（ニッポン放送） - 脚本[3]

## 著書

### 小説
- 海煙（羽衣出版、2010年）[4]
- 超高速!参勤交代（講談社、2013年）のち文庫
- 幕末まらそん侍（角川春樹事務所、2014年）のち文庫
- ライツ・オン! 明治灯台プロジェクト（筑摩書房、2014年）
  - 【改題】文明開化 灯台一直線! 明治灯台プロジェクト（ちくま文庫、2017年）
- 遊郭医光蘭 闇捌き（角川文庫、2014年）
- 遊郭医光蘭 闇捌き2（角川文庫、2015年）
- 超高速!参勤交代 老中の逆襲（講談社、2015年）
  - 【改題】超高速!参勤交代リターンズ（講談社文庫、2016年）
- 天国の一歩前（幻冬舎、2015年）
- 引っ越し大名三千里（ハルキ文庫、2016年）
- 駄犬道中おかげ参り（小学館、2016年）
- スマイリング! 岩熊自転車関口俊太（中央公論新社、2016年）
- 金の殿 時をかける大名・徳川宗春（実業之日本社文庫、2017年）
- チャップリン暗殺指令（文藝春秋、2017年）
- 駄犬道中こんぴら埋蔵金（小学館、2017年）
- 身代わり忠臣蔵（幻冬舎、2018年）
- 眠り姫のロード スマイリング! 2（中央公論新社、2018年）
- 大名火消し ケンカ十番勝負!（角川春樹事務所、2018年）
- いも殿さま（KADOKAWA、2019年）
- 水上のフライト（徳間書店、2020年）
- 号外! 幕末かわら版（角川春樹事務所、2022年）

### 漫画
- 引っ越し大名三千里（原作：土橋章宏 / 漫画：永田狐子 小学館、2019年）全2巻
- 幕末まらそん侍（原作：土橋章宏 / 漫画：昌原光一 リイド社、2019年）全1巻